# 岩井寺
岩井寺（がんしょうじ、英語: Ganshō-ji）は、静岡県掛川市の寺院である。山号は佐束山（さづかさん）。旧寺号は平林寺。旧山号は九谷山。

## 概要
静岡県掛川市に所在する真言宗の寺院である。佐束山の北麓にあたる青陵な山中に立地している。聖武天皇の勅願により、行基が開山した。真言密教の道場とされたが、やがて九谷山平林寺となり、のちに佐束山岩井寺に改称した。遠江三十三観音霊場の第三十三番札所でもある。

## 本尊
- 聖観世音菩薩[1]

## 歴史
岩井寺の起源は奈良時代にまで遡る。聖武天皇の命を受け、行基は3体の仏像とともに全国を行脚していた。741年（旧暦天平13年1月）、この地に辿り着いた行基は不可思議な霊力を感じたため、この地を仏法守護の霊山として仏像を安置することとした。そのため、岩井寺では741年を創建年と位置づけており、行基により開山されたとしている。平安時代に入ると、弘仁年間（810年～824年）頃には空海が行脚し、真言密教の道場として、国家安穏、仏法興隆を祈願しここに『金剛頂経』一巻を奉納した。
室町時代に入ると、足利尊氏は圓教を中興の開山としたうえで、山号を九谷山、寺号を平林寺と定めた。このときの開基は赤堀、平野、山本の3家であった。その後、足利義満が室町殿となっていた1402年（旧暦応永9年）に山号を佐束山、寺号を岩井寺と改めた。これ以来、岩井寺として信仰を集めた。
戦国時代や安土桃山時代において、遠江国は度々戦乱に巻き込まれるようになる。永禄年間（1558年～1570年）から天正年間（1573年～1592年）にかけて、甲斐国の武田信玄や武田勝頼の軍勢が岩井寺に度々乱入し、戦渦により岩井寺の七堂伽藍は全て焼失した。その際に寺宝や古記録などは全て失われた。その後、横須賀城の城主となった大須賀康高が岩井寺に帰依し、天正年間（1573年～1592年）に岩井寺を再建するとともに、寺領を寄進した。慶長年間（1596年～1615年）に伽藍を寄進したとされるが、これは現在の伽藍の一部として遺っている。
江戸時代になると、征夷大将軍の徳川家光が7石の朱印地を与え、本堂、客殿、庫裏、三門、観音堂を建てた。江戸時代の国学者である内山真龍の『遠江国風土記伝』は、遠江国城飼郡の主な寺院を8つ挙げているが、その一つとして岩井寺を取り上げており、当時の知名度を偲ばせる。

## 境内
本尊である聖観世音菩薩像は、木造の立像であり、行基の作と伝えられている。開帳は33年ごとである。また、壮麗な三門が遺されていることでも知られている。そのほか、原川城の城主だった原川頼政ら原川家の墓所でもある。

## 地名

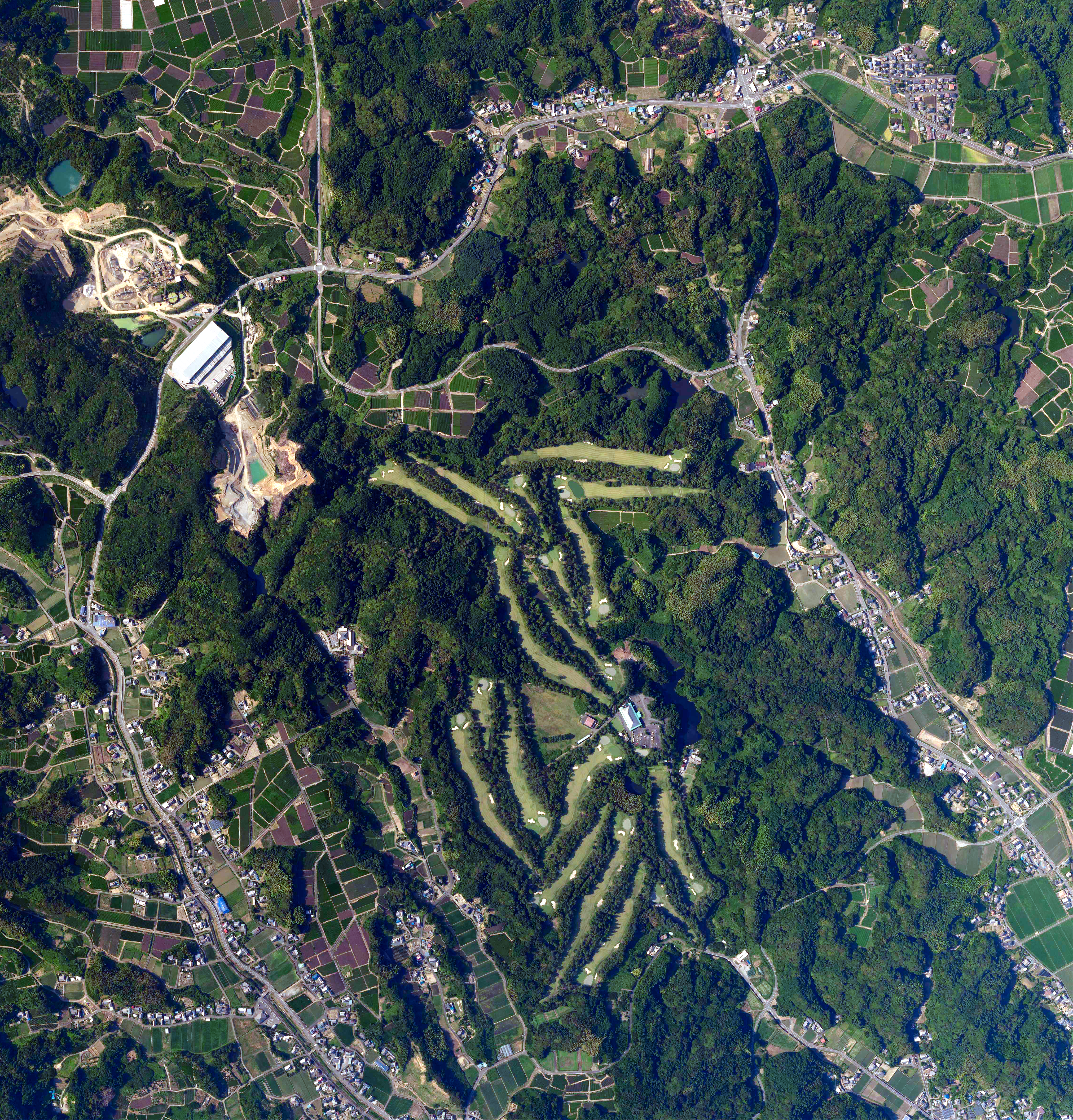
佐束山の航空写真（2020年6月16日撮影）。岩井寺は山の北端に位置している

佐束山は、山そのものの名称としては「さづかやま」と呼ばれているが、岩井寺の山号としては「さづかさん」とされている。山としての佐束山は、標高162メートルの低山であり、小笠山丘陵に連なる山の一つである。佐束山の大部分が、かつての静岡県城東郡佐束村の村域に含まれている。ただし、岩井寺が立地しているのは佐束山の北端であり、この地は佐束村には含まれていない。地名としての「佐束」はもともと「狭束」とも書いたが、これは遠江国城飼郡に設置された郷の一つである狭束郷に由来している。狭束郷には高瀬村、小貫村、中方村などが属しており、「狭束」とは高瀬村や小貫村の狭い谷から流れ出た渓流が中方村で束ねられていくさまを表した語とされる。佐束山は主にこの高瀬村に位置しており、高瀬村、小貫村、中方村が共同で柴草を刈る地となっていた。この3村が1889年（明治22年）4月1日に合併して佐束村となっている。
一方、岩井寺が位置している佐束山の北端の地は、もともとは内田郷の子隣村に属していたが、のちに子隣村から分離独立して岩井寺村となっていた。寺号に因んだ村名を戴くことから、当時の岩井寺に対する村民の尊崇の念の強さを窺わせる。岩井寺村は1889年（明治22年）4月1日に板沢村、和田村、上内田村、子隣村と合併し、新たに上内田村が設置された。その後、この地は合併を繰り返して掛川市となったが、現在も掛川市の大字として岩井寺の名は残っている。なお、掛川市の自治区として岩井寺区が置かれている。
また、かつては岩井寺の周辺に宿坊が林立していた。現在も掛川市の小字などとして、宿坊に因んだ一連坊、常乞坊、赤江坊、光正坊、林正坊、正直坊、強家坊、といった名が残っている。

### 註釈
1. ↑  「佐束山」は、山の名称としては「さづかやま」と読むが、岩井寺の山号としては「さづかさん」と読む。

## 関連人物
- 足利尊氏
- 足利義満
- 大須賀康高
- 行基
- 聖武天皇
- 徳川家光